# Guilherme Rebelo de Andrade
Guilherme de la Rocque Rebelo de Andrade ComC • OSE (1891–1969), foi um arquiteto português.

## Biografia
Filho de Bento Rebelo de Andrade (c. 1860–?) e de sua mulher Maria Emília de la Rocque (c. 1870–?), bisneta dum Francês.
Entre os seus projetos arquitetónicos destacam-se a Fonte Luminosa na Alameda Dom Afonso Henriques, projetada em 1938, mas apenas inaugurada em 1948, e a moradia na Avenida Columbano Bordalo Pinheiro, n.º 52, Lisboa (projeto conjunto com o seu irmão Carlos Rebelo de Andrade) que recebeu em 1939 o Prémio Valmor.
Segundo consta da edição de Setembro 2011 da Agenda editada pela Câmara Municipal de Almada é também de autoria deste Arquiteto, o Bairro de Nossa Senhora da Piedade, sito na Cova da Piedade (Almada), que teve o início da construção em fins de 1948 e foi inaugurado em 27 de Abril de 1952. Bairro de casas de diversos tipos e tamanhos, mas todas unifamiliares, com arquitetura semelhante às casas rurais de então.
A 10 de Maio de 1929 foi feito Oficial da Ordem Militar de Sant'Iago da Espada e a 23 de Maio de 1932 foi feito Comendador da Ordem Militar de Cristo.